# Талько, Игорь Иосифович
И́горь Ио́сифович Талько́ (род. 29 сентября 1959) — советский, украинский и российский футболист, тренер. Мастер спорта СССР.
Воспитанник футбольной школы города Житомира, первый тренер И. Водопьянов. Начинал играть во второй лиге за «Спартак» Житомир (1977, 1980—1983). С 1984 года играл в высшей лиге за «Металлист» Харьков. Выступал в низших лигах СССР за «Маяк» Харьков (1988), «Металлург» Запорожье (1988), «Полесье» Житомир (1989—1991).
В первенстве Украины играл за «Химик» Житомир (1992, 1993/94), «Темп» Шепетовка (1992—1993), любительский «Керамик» Барановка (1993).
В первенстве России выступал за «Чкаловец» Новосибирск (1994, 1997), «Сахалин» Холмск (1995—1996), любительские «Спартак» Новосибирск (1999), «Новосибирск-Олимпик» (2000).
Тренер ФК «Чкаловец-Олимпик» (2001).
Окончил Новосибирское училище (колледж) олимпийского резерва, факультет «Физическая культура» (2013).
С 2016 года — главный тренер ФК «Фламинго» Новосибирск. Тренер в новосибирской СШ по футболу.